# Juda al-Charisi
Juda al-Charisi (auch Jehuda ben Salomo al-Charisi; geb. um 1165 oder 1170 vermutlich in Toledo; gest. um 1225 oder 1235 in Aleppo) war ein weit gereister spanisch-jüdischer Dichter und Übersetzer aus dem Arabischen ins Hebräische.
Er verfasste u. a. das sefer tachkemoni („Buch des Schlaumeiers“ – 50 Makamen in Dialogform) und übersetzte Maimonides’ „Führer der Unschlüssigen“ ins Hebräische. Seine Werke hatten über lateinische und spanische Folgeübersetzungen einen gewissen Einfluss auch auf die christliche Welt.

### Primärtexte
- Jehuda al Charisi ben Salomo: Tachkemoni. Versammlung weiser Männer. Hebräische Makamen. Herausgegeben von Armand Kaminka. Warschau 1895–97.
- Aus dem Tachkemoni (Makamen) des Jehuda ben Salomon al-Charisi, gen. Alchosni. S. 29–48. In: Dichterklänge aus Spaniens besseren Tagen. Auswahl aus den Meisterwerken jüdisch-spanischer Dichter, metrisch übersetzt und mit Noten versehen von Prof. Dr. A. Sulzbach, 2. vermehrte und verbesserte Auflage. Kauffmann, Frankfurt a. M. 1903
- The Tahkemoni of Judah Al-Harizi. An English Translation by Victor Emanuel Reichert. Jerusalem 1965–73.
- The Book of Taḥkemoni: Jewish Tales from Medieval Spain. Translated, explicated, and annotated by David Simha Segal. London 2001. ISBN 1-87477-403-X
- Agostino Giustiniani / Augustinus Justinianus (Hrsg.): Rabbi Mossei Aegyptii Dux seu Director dubitantum aut perplexorum. Paris 1520; Frankfurt: Minerva Journals 1964, ISBN 3-86598-129-1 (Textbasis: hebr. Übers. des Juda al-Charisi; fehlerhafter Abdruck der ersten latein. Übers. eines mittelalterlichen Anonymus (um 1240); im Umkreis des Erasmus ediert)

### Sekundärliteratur
- Angel Sáenz-Badillos; Judit Targarona Borrás: Diccionario de autores judios (Sefarad. Siglos X-XV). Estudios de Cultura Hebrea 10. Córdoba 1988, S. 133–135.
- Ch. [J.] Schirmann: תולדות השירה העברית בספרד הנוצרית ובדרום צרפת [The History of Hebrew Poetry in Christian Spain and Southern France]. [Hebr.] Jerusalem 1997, S. 145–221.
- Aharon Mirsky, Avrum Stroll, Angel Saenz-Badillos (2nd ed.), Hanoch Avenary: AL ḤARIZI, JUDAH BEN SOLOMON. In: Encyclopaedia Judaica. 2. Auflage. Band 1, Detroit/New York u. a. 2007, ISBN 978-0-02-865929-9, S. 655–657 (englisch).

### Zum Einfluss auf die christliche Welt
- Wolfgang Kluxen: Untersuchung und Texte zur Geschichte des lateinischen Maimonides. Diss. Köln 1951.
- Idem: Literargeschichtliches zum lateinischen Moses Maimonides. RThAM 21 (1954) 23–50.
- Idem: Rabbi Moyses (Maimonides): Liber de uno Deo benedicto. Misc. Med. 4 (1966) 167–182.
- Idem: Die Geschichte des Maimonides im lateinischen Abendland. Ebd. 146–166.
- Georges Vajda: Un abregé chrétien du ‚Guide des égarés’. Journal asiatique 248 (1960) 115–136.
- Görge K. Hasselhoff: Dicit Rabbi Moyses. Studien zum Bild von Moses Maimonides im lateinischen Westen vom 13. bis 15. Jahrhundert. Kirchengeschichtl. Diss. Heidelberg 2003, EA Würzburg: Königshausen & Neumann 2004, S. 400. ISBN 3-8260-2692-6. ZA ebd. 2005, S. 404. ISBN 3-8260-2692-6.